# Södra Kvarken

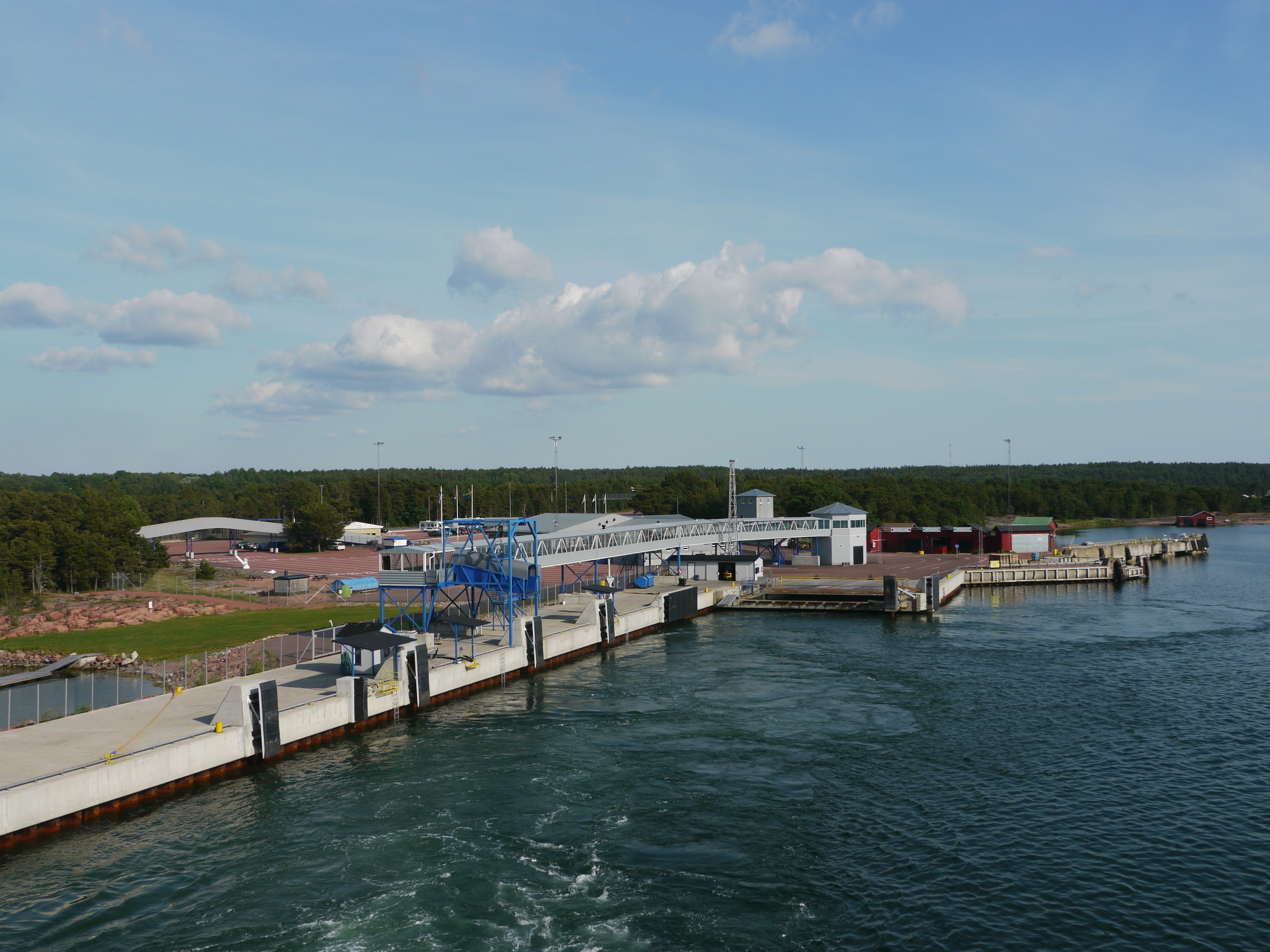
Hamnen Berghamn på Eckerö, Åland ligger i Södra Kvarkens sydöstliga del.

Södra Kvarken, finska: Ahvenanrauma, är norra delen av Ålands hav, öster om Öregrunds skärgård. Den är den smalaste delen av havet mellan Åland och Sverige och förbinder Ålands hav med Bottenhavet.